# Anica Kovačević
Anica Kovačević (Zadar, 9. travnja 1984.) je hrvatska glumica.

## Filmografija

### Televizijske uloge
- "Kumovi" kao Hrvojka Runje (2024.)
- "Gora" kao Emina mama (2023.)
- "Dnevnik velikog Perice" kao voditeljica natjecanja "Mikrofon je vaš" (2021.)
- "Dar Mar" kao zubarica (2020.)
- "Počivali u miru" kao forenzičarka (2017.)
- "Naknadno" (2016.)
- "Glas naroda" kao eskort dama Iris (2014.)
- "Larin izbor" kao Farid (2013.)
- "Odmori se, zaslužio si" kao mlada ljepotica (2013.)
- "Stipe u gostima" kao Rina i Sanela (2009., 2013.)
- "Zauvijek susjedi" kao Monika (2008.)
- "Ne daj se, Nina" kao Ana Marija Herceg (2007.)
- "Cimmer fraj" kao Višnja Kruška (2007.)
- "Villa Maria" kao novinarka (2004. – 2005.)

### Filmske uloge
- "Anka" kao žena zmija #1 (2017.)
- "Party" kao Ninina mama (2017.)
- "Blizine" kao žena (2009.)
- "Krivo dijeljenje" kao Lorena (2009.)